# Сейшельці
Сейшельці (креоли) — основне населення Сейшельських островів, нащадки французьких переселенців і рабів зі Східної Африки і Мадагаскару (малагасійців), змішалися також з арабами, індійцями і китайцями. У культурі поєднуються африканські і європейські елементи.
Чисельність — 58 000 чоловік. Розмовляють сейшельською креольською мовою, що утворилася на базі французької та суахілі і зазнала впливу англійської, арабської та малагасійської мов.
Сейшельці в основному католики, є англікани.